# Narkidae
Famille
Les Narkidae sont une famille de raies ayant une forme de torpille. Ce sont des raies électriques.

## Liste des genres
Selon FishBase (1 août 2015) et World Register of Marine Species (1 août 2015) :
- genre Crassinarke Takagi, 1951
  - Crassinarke dormitor Takagi, 1951
- genre Electrolux Compagno & Heemstra, 2007
  - Electrolux addisoni Compagno & Heemstra, 2007
- genre Heteronarce Regan, 1921
  - Heteronarce bentuviai
  - Heteronarce garmani Regan, 1921
  - Heteronarce mollis
  - Heteronarce prabhui Talwar, 1981
- genre Narke Kaup, 1826
  - Narke capensis
  - Narke dipterygia
  - Narke japonica
- genre Temera Gray, 1831
  - Temera hardwickii Gray, 1831
- genre Typhlonarke Waite, 1909
  - Typhlonarke tarakea Phillipps, 1929

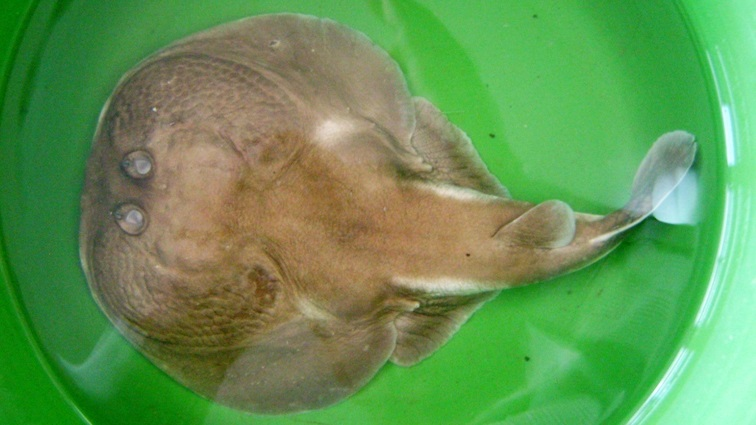
Narke dipterygia
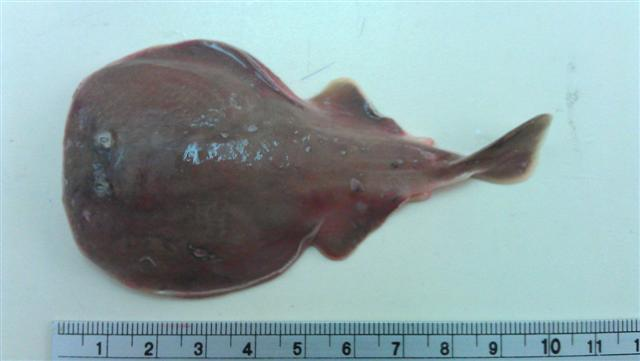
Temera hardwickii